# McLaren MCL38
O McLaren MCL38 é um modelo de carro de Fórmula 1 projetado e construído pela McLaren, sob a direção de Rob Marshall, para competir no Campeonato Mundial de Fórmula 1 de 2024. 
O carro foi pilotado por Lando Norris e Oscar Piastri, em sua sexta e segunda temporadas com a equipe, respectivamente, com Pato O'Ward e Ryo Hirakawa pilotando o modelo em treinos livres na Cidade do México e em Abu Dhabi respectivamente. Tanto Norris quanto Piastri completaram todas as provas e conquistaram suas primeiras vitórias na F1 com o MCL38, com o primeiro sendo vice-campeão do mundial de pilotos, e o segundo ficando na quarta colocação.
Foi o primeiro carro da McLaren a vencer um Grande Prêmio desde o MCL35M em 2021, o primeiro desde o MP4-27 em 2012 a vencer vários Grandes Prêmios em uma única temporada, o primeiro desde o MP4-29 em 2014 a liderar o Campeonato Mundial de Construtores e também o primeiro carro da McLaren a ter ambos os pilotos classificados em todas as corridas desde o MP4-28 em 2013.
Ao todo, o MCL38 conquistou seis vitórias em corridas, quinze outros pódios, oito poles, três poles em sprints, duas vitórias em sprints, cinco outros pódios em sprints e sete voltas mais rápidas (duas sendo recordes de pista), o que levou ao nono Campeonato de Construtores da McLaren, conquistado no Grande Prêmio de Abu Dhabi de 2024. Esse título foi o primeiro desde o MP4/13 em 1998, encerrando um jejum que durava 24 anos.

## Plano de fundo

### Desenvolvimento
O predecessor do MCL38, o MCL60, foi inicialmente projetado pelo então diretor técnico James Key, mas o carro se mostrou pouco competitivo, o que levou à demissão de Key e à promoção de Peter Prodromou e Neil Houldey para liderar o departamento de design. David Sánchez havia sido contratado da Scuderia Ferrari para fazer parte da reestruturação técnica, mas foi colocado em licença até o início de 2024, posteriormente, Sanchez deixou o cargo em abril de 2024, com apenas três meses após o início do seu contrato.
A McLaren já havia usado um túnel de vento em Colônia, de propriedade da Toyota Gazoo Racing Europe e anteriormente usado pela equipe da marca japonesa na F1, aumentando o desafio para a equipe, pois as peças tiveram que ser enviadas do Centro de Tecnologia McLaren em Woking, Inglaterra, para a Alemanha para serem testadas. A equipe tinha investido em um túnel de vento próprio, cuja construção foi adiada pela pandemia de COVID-19. A McLaren iniciou o desenvolvimento do MCL38 em julho de 2023, e em agosto, o túnel de vento ficou pronto e os modelos começaram a ser executados por lá no mesmo mês. A McLaren relatou boa correlação, bem como economia de tempo e custos. O diretor da equipe, Andrea Stella, disse em setembro de 2023 que os primeiros dados eram encorajadores, mas enfatizou que a McLaren não poderia saber o quão rápido eles estavam se desenvolvendo em comparação com outras equipes.
O MCL38 foi lançado em 14 de fevereiro de 2024, fez sua estreia competitiva no Grande Prêmio do Bahrein de 2024 e desde então demonstrou ser uma melhoria significativa em relação ao seu antecessor já bem-sucedido, o MCL60. Um pacote de atualização lançado a partir de Miami melhorou seu desempenho em curvas de baixa velocidade, corrigindo uma fraqueza de longa data dos carros McLaren. O carro mostrou desempenho capaz de bater o RB20 da então equipe dominante Red Bull, mas teve que modificar a asa, após denúncias da equipe austríaca de que a flexibilidade estava maior do que o permitido, o que dava ao carro um "mini-DRS". Mesmo assim, o MCL38 foi capaz de bater frequentemente o RB20, embora não tenha obtido o mesmo número de vitórias no ano por conta da metade inicial em que Max Verstappen ainda dominava, e de superar seu principal adversário no título de construtores, o Ferrari SF-24.

### Pinturas
O MCL38 apresentou sua pintura em janeiro, antes mesmo do lançamento oficial do carro. O modelo adotou uma pintura semelhante à usada no MCL36 e no MCL60, dominada pela cor laranja papaia e pela fibra de carbono exposta (à qual a McLaren se referiu como antracite). Duas mudanças foram inspiradas em variantes únicas usadas no MCL60: o aumento da fibra de carbono exposta que foi usada na pintura "Stealth Mode" e o uso de elementos cromados como na pintura do Grande Prêmio da Grã-Bretanha. Não foi incluído nenhum detalhe azul, que tem sido uma característica proeminente de todas as pinturas padrão da McLaren desde o MCL33, modelo de 2018.
A McLaren colaborou novamente com o patrocinador Vuse para executar uma pintura especial apresentando o trabalho de um artista local, neste caso um design da MILTZ para o GP do Japão. Uma segunda pintura especial – nas cores da bandeira do Brasil (amarelo, verde e azul) – foi usada no GP de Mônaco para marcar o trigésimo aniversário da morte de Ayrton Senna, que venceu seus três campeonatos de pilotos com a equipe. Uma terceira pintura especial inspirada na "era MP4" da equipe, intitulada "Legend Reborn" e patrocinada pela OKX, foi utilizada no Grande Prêmio de Cingapura. O preto carbono foi substituído pelo branco para aludir à pintura que a McLaren utilizou na década de 1980. A pintura cromada do Google Chrome, usada pela última vez no Grande Prêmio da Grã-Bretanha de 2023, retornou para o Grande Prêmio dos Estados Unidos de 2024.

## Links externos
- Site oficial da McLaren
- Números do McLaren MCL38 no StatsF1